# Chromalizus dekeyseri
Chromalizus dekeyseri är en skalbaggsart som beskrevs av Pierre Lepesme 1950. Chromalizus dekeyseri ingår i släktet Chromalizus och familjen långhorningar.
Artens utbredningsområde är Liberia. Inga underarter finns listade i Catalogue of Life.